# FA Cup (Antigua und Barbuda)
Der FA Cup ist oder war ein Fußballpokalwettbewerb, welcher von der Antigua and Barbuda Football Association veranstaltet wird.

## Geschichte
Die erste bekannte Austragung war in der Saison 1969/70. Viele Ergebnisse aus dieser Zeit sind jedoch nicht überliefert. Das letzte Mal wurde er im Jahr 2011 ausgespielt, seitdem sind keine Ergebnisse mehr bekannt, ob er daher noch ausgetragen wird, ist nicht überliefert.

## Finalspiele und Gewinner
- 1969/70: Pan Am Jets 4:3 ACME[2]
- 1970–1974: Nicht bekannt[1]
- 1974/75: Empire FC[3]
- 1975–2004: Nicht bekannt[1]
- 2004/05: SAP FC 2:1 Hoppers FC[4]
- 2005/06: Freemansville FC 1:1 Bassa (2:1 n. E.)[5]
- 2006/07: wurde wegen einer zu langen Ligasaison auf Wunsch der Klubs nicht ausgespielt[6]
- 2007/08: Bassa 0:0 Parham FC (5:4 n. E.)[7]
- 2008/09: SAP FC (o/w) Hoppers FC[8]
- 2009/10: Bassa 1:1 Goldsmitty FC (4:1 n. E.)[9]
- 2010/11: nicht ausgetragen
- 2011: Parham FC 4:0 Bassa